# Zone urbaine d'Imatra
La zone urbaine de Imatra (finnois : Imatran keskustaajama) est une zone urbaine située à Imatra, Ruokolahti et Lappeenranta en Carélie du Sud. 

## Présentation
En 2014, la zone urbaine compte 28 896 habitants, pour une superficie de 55,46 km2 et une densité de 521 habitants par km2.
À Imatra, la zone urbaine s'étend sur les deux rives de la Vuoksi. À Lappeenranta, la zone comprend Korvenkylä et une partie de Perä-Meltola et à Ruokolahti, le village d'Huhtanen,.
En 2014, la population de la zone urbaine s'élève à 27 115 habitants à Imatra, 1 471 à Lappeenranta et 310 à Ruokolahti. 97 % habitent la conurbation qui est la seule d'Imatra.